# Уджейский сельсовет
Уджейский сельсовет — сельское поселение в Каратузском районе Красноярского края.
Административный центр — село Уджей.

## Население
| 2010 | 2012 | 2013 | 2014 | 2015 | 2016 | 2017 |
| ---- | ---- | ---- | ---- | ---- | ---- | ---- |
| 393  | ↗400 | ↗402 | ↘372 | ↘355 | ↘354 | ↘343 |

## Состав сельского поселения
| № | Населённый пункт | Тип населённого пункта       | Население |
| - | ---------------- | ---------------------------- | --------- |
| 1 | Уджей            | село, административный центр | ↘343      |

## Местное самоуправление
Уджейский сельский Совет депутатов
Дата избрания: 14.03.2010. Срок полномочий: 5 лет. Количество депутатов: 7
Глава муниципального образования
- Тихонов Виталий Валентинович. Дата избрания: 04.03.2012. Срок полномочий: 5 лет

## Инфраструктура
Средняя школа (посещают 37 учащихся), сельский дом культуры, библиотека, фельдшерско-акушерский пункт, администрация сельсовета, ветучасток (2 человека), 5 объектов розничной торговли, участковый специалист по соцзащите (ведёт приём граждан), кассир по сбору оплаты за воду, 2 слесаря по обслуживанию водопровода от ООО «Каратузский ТВК».

## Экономика
Торговля, производство сельскохозяйственной продукции «Рассвет».